# Pseudocentrum sylvicola
Pseudocentrum sylvicola är en orkidéart som beskrevs av Heinrich Gustav Reichenbach. Pseudocentrum sylvicola ingår i släktet Pseudocentrum och familjen orkidéer. Inga underarter finns listade i Catalogue of Life.